# ATCvet code QP54
ATCvet code QP54 انگل‌کش‌ها زیرگروهی درمانی از سیستم طبقه‌بندی شیمیایی درمانی آناتومیک برای محصولات دامپزشکی است. این سیستمِ متشکل از کدهای حرفی‌عددی را سازمان جهانی بهداشت برای طبقه‌بندی داروها و سایر تولیدات پزشکی در حوزهٔ دامپزشکی ایجاد کرده است. زیرگروه QP54 جزوی از گروه آناتومیک QP محصولات ضدانگل، حشره‌کش‌ها و دفع‌کننده‌های آفات و حشرات است.
ممکن است نسخه‌های ملی از طبقه‌بندی ATC حاوی کدهای اضافه‌ای باشند که در این فهرست (نسخهٔ سازمان جهانی بهداشت) نیامده باشند.

## QP54A Macrocyclic lactones

### QP54AA Avermectins
QP54AA01 ایفرمکتین
QP54AA02 Abamectin
QP54AA03 Doramectin
QP54AA04 Eprinomectin
QP54AA05 Selamectin
QP54AA06 Emamectin
QP54AA51 Ivermectin, combinations
QP54AA52 Abamectin, combinations
QP54AA54 Eprinomectin, combinations

### QP54AB Milbemycins
QP54AB01 Milbemycin oxime
QP54AB02 Moxidectin
QP54AB51 Milbemycin oxime, combinations
QP54AB52 Moxidectin, combinations

### QP54AX Other macrocyclic lactones
گروه خالی